# Fatmire Alushi
Fatmire "Lira" Alushi, född Bajramaj 1 april 1988, är en tysk före detta fotbollsspelare med albansk etnicitet. Hon spelade i FCR 2001 Duisburg 2004–2009, 1. FFC Turbine Potsdam 2009–2011 och som offensiv mittfältare för 1. FFC Frankfurt 2011–2014 samt Paris Saint-Germain 2014–2016 och i det tyska landslaget 2005–2015. Hon slutade på tredje plats i FIFA Ballon d'Or 2010, ett pris som årligen ges ut till den bästa fotbollsspelaren, samt blev utsedd till årets bästa fotbollsspelare i Tyskland 2011.
Vid fotbollsturneringen under OS 2008 i Peking deltog hon det tyska lag som tog brons. 
Alushi meddelade att hon avslutar sin karriär som fotbollsspelare den 28 februari 2017.